# Reuniões de cúpula do G7
Esta é uma lista das Reuniões de cúpula do G7 (português brasileiro) ou Cimeiras do G7 (português europeu). As reuniões do G7 ocorrem anualmente entre os chefes de Estado e de governo e os ministros dos países membros do G7 (Grupo dos Sete) - assim denominado desde a suspensão da Federação Russa em 2014. O anfitrião da cimeira é o país que ocupa a Presidência rotativa do grupo no período para o qual o encontro foi agendado. A primeira reunião ocorreu em 1975 na cidade francesa de Rambouillet, reunindo líderes de seis nações sob a liderança de Valéry Giscard d'Estaing.

## Cúpulas Anuais do G7
| Ano  | #   | Data              | País           | Cidade          | Anfitrião                           | Ref.          |
| ---- | --- | ----------------- | -------------- | --------------- | ----------------------------------- | ------------- |
| 1975 | 1ª  | 15-17 de novembro | França         | Rambouillet     | Presidente Valéry Giscard d'Estaing | [ 5 ]         |
| 1976 | 2ª  | 27-28 de junho    | Estados Unidos | Dorado          | Presidente Gerald Ford              | [ 6 ]         |
| 1977 | 3ª  | 7-8 de maio       | Reino Unido    | Londres         | Primeiro-ministro James Callaghan   | [ 5 ]         |
| 1978 | 4ª  | 16-17 de julho    | Alemanha       | Bona            | Chanceler Helmut Schmidt            | [ 5 ]         |
| 1979 | 5ª  | 28-29 de junho    | Japão          | Tóquio          | Primeiro-ministro Masayoshi Ōhira   | [ 5 ]         |
| 1980 | 6ª  | 22-23 de junho    | Itália         | Veneza          | Primeiro-ministro Francesco Cossiga | [ 5 ]         |
| 1981 | 7ª  | 20-21 de julho    | Canadá         | Montebello      | Primeiro-ministro Pierre Trudeau    | [ 5 ]         |
| 1982 | 8ª  | 4-6 de junho      | França         | Versalhes       | Presidente François Mitterrand      | [ 5 ]         |
| 1983 | 9ª  | 28-30 de maio     | Estados Unidos | Williamsburg    | Presidente Ronald Reagan            | [ 5 ]         |
| 1984 | 10ª | 7-9 de junho      | Reino Unido    | Londres         | Primeira-ministra Margaret Thatcher | [ 5 ]         |
| 1985 | 11ª | 2-4 de maio       | Alemanha       | Bona            | Chanceler Helmut Kohl               | [ 5 ]         |
| 1986 | 12ª | 4-6 de maio       | Japão          | Tóquio          | Primeiro-ministro Yasuhiro Nakasone | [ 5 ]         |
| 1987 | 13ª | 8-10 de junho     | Itália         | Veneza          | Primeiro-ministro Amintore Fanfani  | [ 5 ]         |
| 1988 | 14ª | 19-21 de junho    | Canadá         | Toronto         | Primeiro-ministro Brian Mulroney    | [ 5 ]         |
| 1989 | 15ª | 14-16 de julho    | França         | Paris           | Presidente François Mitterrand      | [ 5 ]         |
| 1990 | 16ª | 9-11 de julho     | Estados Unidos | Houston         | Presidente George H. W. Bush        | [ 5 ]         |
| 1991 | 17ª | 15-17 de julho    | Reino Unido    | Londres         | Primeiro-ministro John Major        | [ 5 ]         |
| 1992 | 18ª | 6-8 de julho      | Alemanha       | Munique         | Chanceler Helmut Kohl               | [ 5 ]         |
| 1993 | 19ª | 7-9 de julho      | Japão          | Tóquio          | Primeiro-ministro Kiichi Miyazawa   | [ 5 ]         |
| 1994 | 20ª | 8-10 de julho     | Itália         | Nápoles         | Primeiro-ministro Silvio Berlusconi | [ 5 ]         |
| 1995 | 21ª | 27-29 de junho    | Canadá         | Halifax         | Primeiro-ministro Jean Chrétien     | [ 5 ]         |
| 1996 | 22ª | 27-29 de junho    | França         | Lyon            | Presidente Jacques Chirac           |               |
| 1997 | 23ª | 20-22 de junho    | Estados Unidos | Denver          | Presidente Bill Clinton             |               |
| 1998 | 24ª | 15-17 de maio     | Reino Unido    | Birmingham      | Primeiro-ministro Tony Blair        |               |
| 1999 | 25ª | 18-20 de junho    | Alemanha       | Colônia         | Chanceler Gerhard Schröder          |               |
| 2000 | 26ª | 21-23 de julho    | Japão          | Nago            | Primeiro-ministro Yoshiro Mori      |               |
| 2001 | 27ª | 20-22 de julho    | Itália         | Gênova          | Primeiro-ministro Silvio Berlusconi |               |
| 2002 | 28ª | 26-27 de junho    | Canadá         | Kanakaskis      | Primeiro-ministro Jean Chrétien     |               |
| 2003 | 29ª | 2-3 de junho      | França         | Évian-les-Bains | Presidente Jacques Chirac           |               |
| 2004 | 30ª | 8-10 de junho     | Estados Unidos | Sea Island      | Presidente George W. Bush           |               |
| 2005 | 31ª | 6-8 de julho      | Reino Unido    | Gleneagles      | Primeiro-ministro Tony Blair        |               |
| 2006 | 32ª | 15-17 de julho    | Rússia         | Strelna         | Presidente Vladimir Putin           |               |
| 2007 | 33ª | 6-8 de junho      | Alemanha       | Heiligendamm    | Chanceler Angela Merkel             |               |
| 2008 | 34ª | 9-11 de julho     | Japão          | Tōyako          | Primeiro-ministro Yasuo Fukuda      |               |
| 2009 | 35ª | 8-10 de julho     | Itália         | Áquila          | Primeiro-ministro Silvio Berlusconi |               |
| 2010 | 36ª | 25-26 de junho    | Canadá         | Huntsville      | Primeiro-ministro Stephen Harper    | [ 7 ]         |
| 2011 | 37ª | 26-27 de maio     | França         | Deauville       | Presidente Nicolas Sarkozy          | [ 8 ]         |
| 2012 | 38ª | 18-19 de maio     | Estados Unidos | Camp David      | Presidente Barack Obama             | [ 9 ] [ 10 ]  |
| 2013 | 39ª | 17-18 de junho    | Reino Unido    | Lough Erne      | Primeiro-ministro David Cameron     | [ 11 ]        |
| 2016 | 42ª | 26-27 de maio     | Japão          | Shima           | Primeiro-ministro Shinzō Abe        | [ 12 ] [ 13 ] |
| 2017 | 43ª | 26-27 de maio     | Itália         | Taormina        | Primeiro-ministro Paolo Gentiloni   | [ 14 ] [ 15 ] |
| 2018 | 44ª | 8-9 de junho      | Canadá         | La Malbaie      | Primeiro-ministro Justin Trudeau    | [ 16 ] [ 17 ] |
| 2019 | 45ª | 24-26 de agosto   | França         | Biarritz        | Presidente Emmanuel Macron          | [ 18 ] [ 19 ] |
| 2020 | 46ª | Cancelada         | Estados Unidos | Camp David      | Presidente Donald Trump             | [ 20 ] [ 21 ] |
| 2021 | 47ª | 11-13 de junho    | Reino Unido    | Carbis Bay      | Primeiro-ministro Boris Johnson     | [ 22 ]        |
| 2022 | 48ª | 26-28 de junho    | Alemanha       | Schloss Elmau   | Chanceler Olaf Scholz               | [ 23 ]        |
| 2023 | 49ª | 19-21 de maio     | Japão          | Hiroshima       | Primeiro-ministro Fumio Kishida     | [ 24 ]        |
| 2024 | 50ª | 13-15 de junho    | Itália         | Fasano          | Primeira-ministra Giorgia Meloni    | [ 25 ]        |

## Representações por país
| 1975 | Schmidt  |          | Ford    | Giscard    | Moro       | Takeo     | Wilson    |          |
| 1976 | Schmidt  | Trudeau  | Ford    | Giscard    | Moro       | Takeo     | Callaghan |          |
| 1977 | Schmidt  | Trudeau  | Carter  | Giscard    | Andreotti  | Takeo     | Callaghan |          |
| 1978 | Schmidt  | Trudeau  | Carter  | Giscard    | Andreotti  | Takeo     | Callaghan |          |
| 1979 | Schmidt  | Trudeau  | Carter  | Giscard    | Andreotti  | Ōhira     | Thatcher  |          |
| 1980 | Schmidt  | Trudeau  | Carter  | Giscard    | Cossiga    | Saburō    | Thatcher  |          |
| 1981 | Schmidt  | Trudeau  | Reagan  | Mitterrand | Spadolini  | Zenkō     | Thatcher  |          |
| 1982 | Schmidt  | Trudeau  | Reagan  | Mitterrand | Spadolini  | Zenkō     | Thatcher  |          |
| 1983 | Kohl     | Trudeau  | Reagan  | Mitterrand | Fanfani    | Yasuhiro  | Thatcher  |          |
| 1984 | Kohl     | Trudeau  | Reagan  | Mitterrand | Craxi      | Yasuhiro  | Thatcher  |          |
| 1985 | Kohl     | Mulroney | Reagan  | Mitterrand | Craxi      | Yasuhiro  | Thatcher  |          |
| 1986 | Kohl     | Mulroney | Reagan  | Mitterrand | Craxi      | Yasuhiro  | Thatcher  |          |
| 1987 | Kohl     | Mulroney | Reagan  | Mitterrand | Fanfani    | Yasuhiro  | Thatcher  |          |
| 1988 | Kohl     | Mulroney | Reagan  | Mitterrand | De Mita    | Noboru    | Thatcher  |          |
| 1989 | Kohl     | Mulroney | Bush    | Mitterrand | De Mita    | Sōsuke    | Thatcher  |          |
| 1990 | Kohl     | Mulroney | Bush    | Mitterrand | Andreotti  | Toshiki   | Thatcher  |          |
| 1991 | Kohl     | Mulroney | Bush    | Mitterrand | Andreotti  | Toshiki   | Major     |          |
| 1992 | Kohl     | Mulroney | Bush    | Mitterrand | Amato      | Kiichi    | Major     |          |
| 1993 | Kohl     | Campbell | Clinton | Mitterrand | Ciampi     | Kiichi    | Major     |          |
| 1994 | Kohl     | Chrétien | Clinton | Mitterrand | Berlusconi | Tomiichi  | Major     |          |
| 1995 | Kohl     | Chrétien | Clinton | Chirac     | Dini       | Tomiichi  | Major     |          |
| 1996 | Kohl     | Chrétien | Clinton | Chirac     | Prodi      | Ryutaro   | Major     |          |
| 1997 | Kohl     | Chrétien | Clinton | Chirac     | Prodi      | Ryutaro   | Blair     | Yeltsin  |
| 1998 | Kohl     | Chrétien | Clinton | Chirac     | Prodi      | Ryutaro   | Blair     | Yeltsin  |
| 1999 | Schröder | Chrétien | Clinton | Chirac     | D'Alema    | Keizō     | Blair     | Yeltsin  |
| 2000 | Schröder | Chrétien | Clinton | Chirac     | Amato      | Yoshirō   | Blair     | Putin    |
| 2001 | Schröder | Chrétien | Bush    | Chirac     | Berlusconi | Junichiro | Blair     | Putin    |
| 2002 | Schröder | Chrétien | Bush    | Chirac     | Berlusconi | Junichiro | Blair     | Putin    |
| 2003 | Schröder | Chrétien | Bush    | Chirac     | Berlusconi | Junichiro | Blair     | Putin    |
| 2004 | Schröder | Martin   | Bush    | Chirac     | Berlusconi | Junichiro | Blair     | Putin    |
| 2005 | Schröder | Martin   | Bush    | Chirac     | Berlusconi | Junichiro | Blair     | Putin    |
| 2006 | Merkel   | Harper   | Bush    | Chirac     | Prodi      | Junichiro | Blair     | Putin    |
| 2007 | Merkel   | Harper   | Bush    | Sarkozy    | Prodi      | Shinzō    | Blair     | Putin    |
| 2008 | Merkel   | Harper   | Bush    | Sarkozy    | Berlusconi | Yasuo     | Brown     | Medvedev |
| 2009 | Merkel   | Harper   | Obama   | Sarkozy    | Berlusconi | Tarō      | Brown     | Medvedev |
| 2010 | Merkel   | Harper   | Obama   | Sarkozy    | Berlusconi | Naoto     | Cameron   | Medvedev |
| 2011 | Merkel   | Harper   | Obama   | Sarkozy    | Berlusconi | Naoto     | Cameron   | Medvedev |
| 2012 | Merkel   | Harper   | Obama   | Hollande   | Monti      | Yoshihiko | Cameron   | Putin    |
| 2013 | Merkel   | Harper   | Obama   | Hollande   | Letta      | Shinzō    | Cameron   | Putin    |
| 2014 | Merkel   | Harper   | Obama   | Hollande   | Renzi      | Shinzō    | Cameron   | suspensa |
| 2015 | Merkel   | Harper   | Obama   | Hollande   | Renzi      | Shinzō    | Cameron   | suspensa |
| 2016 | Merkel   | Trudeau  | Obama   | Hollande   | Renzi      | Shinzō    | Cameron   | suspensa |
| 2017 | Merkel   | Trudeau  | Trump   | Macron     | Gentiloni  | Shinzō    | May       | suspensa |
| 2018 | Merkel   | Trudeau  | Trump   | Macron     | Conte      | Shinzō    | May       | suspensa |
| 2019 | Merkel   | Trudeau  | Trump   | Macron     | Conte      | Shinzō    | Johnson   | suspensa |
| 2020 | Merkel   | Trudeau  | Trump   | Macron     | Conte      | Shinzō    | Johnson   | suspensa |
| 2021 | Merkel   | Trudeau  | Biden   | Macron     | Draghi     | Yoshihide | Johnson   | suspensa |
| 2022 | Scholz   | Trudeau  | Biden   | Macron     | Draghi     | Fumio     | Johnson   | suspensa |
| 2023 | Scholz   | Trudeau  | Biden   | Macron     | Meloni     | Fumio     | Sunak     | suspensa |